# Oré
Oré (in deutschen Quellen auch Ore) ist eine Oase im Norden des Tschad in der Provinz Tibesti. Oré liegt im Enneri Zoumri an der Piste von Bardaï nach Yebbi-Bou, 7 km westnordwestlich von Aderke.